# Ahmed Bouhali
Ahmed Bouhali (arabe : أحمد البوهالي), né le 26 mars 1965, est un homme politique tunisien. Il est nommé ministre des Affaires religieuses le 25 août 2024.

## Biographie
Diplômé de l'université Zitouna en 1989, il y devient par la suite maître de conférences. À partir de 1998, il est prédicateur régional et inspecteur des affaires religieuses au Kef, à Tunis et La Manouba.
Bouhali est marié et père de deux fils et d'une fille.